# Stillingia bodenbenderi
Stillingia bodenbenderi là một loài thực vật có hoa trong họ Đại kích. Loài này được (Kuntze) D.J.Rogers miêu tả khoa học đầu tiên năm 1951.